# 外部金融
外部金融（がいぶきんゆう）とは経営学用語の一つ。企業に資金が必要となった場合に、それを外部から調達して賄うということ。この外部金融の方法というのは大きく直接金融と間接金融に二つに分けられる。直接金融で行う場合には金融市場から資金を調達するという方法であり、自社の株式や債券を発行することで投資家から資金を調達するという方法である。間接金融で行う場合には、銀行などといった金融機関を経由することで、金融市場から間接的に資金を調達するという方法であり、一般に言われている融資や借り入れがこれに当てはまる。